# Маттіас Плахта
Маттіас Плахта (нім. Matthias Plachta; 16 травня 1991, м. Фрайбург, Німеччина) — німецький хокеїст, нападник. Виступає за «Адлер Мангейм» (Німецька хокейна ліга). Син польсько-німецького хокеїста Яцека Плахти.

## Клубна кар'єра
Маттіас виступав за молодіжну команду «Адлер Мангейм» в Німецькій юніорській лізі. З 2008 року Плахта виступає в клубі партнері «Адлер Мангейм» в Другій Бундеслізі «Гайльброннер Фалькен», з яким він виходить до чвертьфіналу плей-оф.
У 2009 році, вихованець «Фрайбургу» укладає контракт з «орлами», але продовжує виступати за «Гайльброннер Фалькен», ще протягом одного року.
Вже з 2010 року виступає за «Адлер Мангейм», провів 111 матчів, в яких набрав 35 очок (18 + 17).
У складі ХК «Адлер Мангейм» брав участь в Кубку Шпенглера 2012 року.
У сезоні 2015–16 років Маттіас виступав за клуби АХЛ «Спрингфілд Фалконс» та «Віклс-Беррі/Скрентон Пінгвінс». Після чого знову повернувся на батьківщину, де 30 червня 2016 року уклав чотирирічний контракт з командою «Адлер Мангейм» кольори якого наразі він захищає.

## На рівні збірних
У складі юнацької збірної Німеччини U-18 виступав на чемпіонаті світу 2009 року, став найкращим бомбардиром в команді, закинув три шайби та зробив дві гольові передачі, правда збірна Німеччини вилетіла з вищого дивізіону.
З 2009 року Маттіас гравець молодіжної збірної Німеччини і брав участь в чемпіонаті світу І дивізіоні. В п'яти матчах йому вдалося закинути дві шайби та зробити п'ять результативних передач, чим допоміг команді вийти до Топ-дивізіону.
Гравець національної збірної Німеччини, зокрема виступав на чемпіонаті світу 2018 року.

## Досягнення
- Чемпіон Німеччини у складі «Адлер Мангейм» — 2015, 2019.